# Karać
Karać (cyr. Караћ) – wieś w Bośni i Hercegowinie, w Republice Serbskiej, w gminie Prnjavor. W 2013 roku liczyła 111 mieszkańców.